# Bruno De Wever
Bruno De Wever (Mortsel, 1960) è uno storico, docente e scrittore belga.

## Biografia
È cresciuto in una famiglia nazionalista fiamminga ed era membro in gioventù della Vlaams Nationaal Jeugdverbond (VNJ). In un'intervista ha descritto il movimento come "anti-belga, di estrema destra, e un ambiente fiammingo-nazionalista". Sotto l'influenza dei suoi studi di storia all'Università di Gand, ha preso le distanze esplicitamente dal nazionalismo fiammingo dei suoi genitori e nel tempo ha iniziato a coltivare più simpatie di sinistra.
Nel 2009 è stato uno dei tre candidati per il Cultuurprijs Vlaanderen per la componente del patrimonio culturale.
È il fratello maggiore di Bart De Wever.

## Carriera e posizioni
- Professore all'Università di Gand, gruppo di ricerca Storia sociale dopo il 1750: guerra e conflitto armato.
- Membro dell'Istituto di storia pubblica.
- Membro della Cooperazione europea in materia di studi bellici.
- Membro del Comitato scientifico del Centro studi per la guerra e la società contemporanea.[3]
- Membro del Comitato scientifico dell'Istituto olandese per gli studi sulla guerra, l'olocausto e il genocidio.
- Membro dell'Assemblea generale e del Consiglio di amministrazione di FARO. Punto focale fiammingo per il patrimonio culturale.[4]
- Membro di Re-bel Rethinking Belgium’s Institutions in the European Context
- Membro del Consiglio scientifico della Nationalist Intermediary Structures in Europe (NISE).
- Membro del Consiglio scientifico della Fortezza nazionale di Breendonk.
- Membro del Consiglio scientifico per le vittime di guerra del SPF Affari sociali.

## Pubblicazioni
È coautore di oltre 350 pubblicazioni scientifiche e ha anche scritto:
- Greep naar de macht, Vlaams-nationalisme en Nieuwe orde: het VNV,1994 (Lannoo)
- In "Nationale Bewegungen in Belgien. Ein historischer Überblick" schreef hij het onderdeel "Die Flämische Bewegung. Geschichte und Geschichtsschreibung", 2005 (Waxmann)
- In "The Oxford Handbook of Fascism" schreef hij het deel "Belgium", 2009 (Oxford University Press)